# بيرل هاربور الجديدة
بيرل هاربور الجديدة: الأسئلة المقلقة حول إدارة بوش و 11 من سبتمبر (بالإنجليزية: The New Pearl Harbor: Disturbing Questions About the Bush Administration and 9/11)‏ هو كتاب صدر في عام 2004 بواسطة دار النشر Olive Branch Press من تأليف الكاتب السياسي والفيلسوف الفخري الأمريكي ديفيد راي غريفن. يشير من خلاله المؤلف إلى التشابهات بين هجمات 11 سبتمبر 2001 وهجمات بيرل هاربور عام 1941. 
تم اقتباس عنوان الكتاب من وثيقة تعود لعام 2000 أعده مشروع القرن الأمريكي الجديد تحت عنوان «إعادة بناء دفاعات أمريكا»، والتي أشارت إلى أن وجود «بيرل هاربور جديد» من شأنه أن يسمح بتحولات سياسة وعسكرية ودفاعية ترغب هذه المجموعة في تنفيذها بسرعة.
أدرج الكتاب في الاختيار الرسمي لـ 99 كتابًا متاحًا لجميع أعضاء لجنة هجمات 11/09. وقد تم العثور على الكتاب في رف مكتبة أسامة بن لادن خلال غارة مقتله.

## محتوى الكتاب
يقدم غريفين في كتابه بعض الأدلة والحجج التي يعتقد أنها تدعم استنتاجات سائدة بأن إدارة جورج دبليو بوش كانت متواطئة في هجمات 11 سبتمبر 2001، وبالتالي أدرجت راية مزيفة.
كتب مقدمة الكتاب الأستاذ الفخري في جامعة برينستون ريتشارد إيه فالك.
يتناول الجزء الأول من الكتاب أحداث 11 سبتمبر 2001 من خلال مناقشة كل رحلة جوية على حدى، وكذلك سلوك الرئيس جورج دبليو بوش وحمايته السرية. 
فيما يتناول الجزء الثاني أحداث 11 سبتمبر 2001 في سياق أوسع، في شكل أربعة «أسئلة مقلقة»:
- هل حصل المسؤولون الأمريكيون على معلومات مسبقة حول هجمات 11 سبتمبر؟
- هل عرقل المسؤولون الأمريكيون التحقيقات قبل أحداث 11 سبتمبر؟
- هل كان لدى المسؤولين الأمريكيين أسباب للسماح بتطبيق 11 سبتمبر؟
- هل قام المسؤولون الأمريكيون بحجب المظاهرات والتحقيقات بعد أحداث 11 سبتمبر؟

## ردود الفعل
يجادل نقاد الكتاب بأن العديد من الادعاءات في الكتاب يمكن دحضها بسهولة، وأن هناك العديد من القفزات الغير منطقية. فيما يرفض غريفين هذه الانتقادات مناقشا منتقديه.
وفقا لوكيل وكالة الاستخبارات المركزية الأمريكية (سي آي إيه) روبرت باير، يكتب في مجلة ذا نيشن:
«ما يميز أسلوب غريفين في سرده للأحداث، هو مدى سهولة قفزه إلى شرور أكبر ثم نظرية المؤامرة. المعروف عن غريفين هو أنه عالم إلهيات دارس ومطلع، وربما قبل 11 سبتمبر لم يكن ليقترب من نظرية المؤامرة. لكن الفشل الكارثي لذلك اليوم المروع لا يمكن تصديقه، والأكاذيب حول العراق صارخة للغاية، فهو يشعر أنه ليس لديه خيار سوى إعادة تدوير بعض نظريات المؤامرة الأكثر رخاء، والتي شاع العديد منها من قبيل تييري ميسان في كتابه الشهير الخدعة الرهيبة، والذي يعد من أكثر الكتب مبيعا في فرنسا.»